# Allan R. Millett
Allan Reed Millett (* 1937 in New York City) ist ein US-amerikanischer Militärhistoriker. Er war u. a. Präsident der Society for Military History.

## Leben
Millett erwarb seinen Bachelor-Abschluss 1959 an der DePauw University und seinen Master-Abschluss 1963 an der Ohio State University, an der er 1966 promoviert wurde.
Er war von 1969 bis zur Emeritierung 2005 Professor für Militärgeschichte an der Ohio State University. Zuletzt war er dort General Raymond E. Mason Professor für Militärgeschichte und Associate Director des  Mershon Center for International Security Studies. Ab 2006 war er Ambrose Professor of History und Direktor des Eisenhower Center for American Studies an der University of New Orleans. Außerdem ist er Senior Military Adviser des National World War II Museum in New Orleans. Er lehrte auch an der University of Missouri-Columbia. Seit seiner Zeit als Fulbright Professor an der Korean National Defense University 1991 befasst er sich mit der Geschichte des Koreakriegs. 1996 war er Fellow der Korea Foundation.
Er ist Reserveoffizier (Oberst) im US Marine Corps, in dem er unter anderem ein Bataillon kommandierte und 1959 bis 1962 im aktiven Dienst war. 
Von 1985 bis 1989 war er Präsident der Society for Military History und von 2005 bis 2010 Vizepräsident der Internationalen Kommission für Militärgeschichte.
Die Society for Military History vergibt das Allan R. Millett Dissertation Research Fellowship Award.

## Auszeichnungen
- 1980: Gen. Wallace M. Greene Prize
- 1989: Legion of Merit
- 1994: Victor Gondos Award, Society for Military History
- 2001: Doctor of Letters, DePauw University
- 2004: Samuel Eliot Morison Prize, Society for Military History
- 2004: Gen. O.P. Smith Prize
- 2008: Pritzker Literature Award for Lifetime Achievement in Military Writing
- 2009: Doctorate Honoris Causa, Königliche Militärakademie, Belgien
- 2010: John E. Dolibois History Prize

## Schriften
- The Politics of Intervention. The Military Occupation of Cuba. 1906–1909. Ohio State University Press, Columbus OH 1968.
- The General. Robert L. Bullard and Officership in the United States Army, 1881–1925 (= Contributions in Military History. 10, ISSN 0084-9251). Greenwood Press, Westport CT u. a. 1975.
- als Herausgeber mit Williamson Murray: Military Effectiveness. 3 Bände. Allen & Unwin, Boston MA u. a. 1988; 
  - Band 1: The First World War. ISBN 0-04-445053-2;
  - Band 2: The interwar period. ISBN 0-04-445054-0;
  - Band 3: The Second World War. ISBN 0-04-445055-9.
- Semper Fidelis. The History of the United States Marine Corps. Macmillan u. a., New York NY 1980, ISBN 0-02-921590-3.
- In Many a Strife. General Gerald C. Thomas and the U.S. Marine Corps, 1917–1956. Naval Institute Press, Annapolis MD 1993, ISBN 0-87021-034-3.
- mit Williamson Murray: A War to Be Won. Fighting the Second World War. Belknap Press of Harvard University Press, Cambridge MA u. a. 2000, ISBN 0-674-00163-X.
- mit Peter Maslowski: For the Common Defense. A Military History of the United States of America. The Free Press, New York NY u. a. 1984, ISBN 0-02-921580-3 (Später mit William B. Feis als: For the Common Defense. A Military History of the United States from 1607 to 2012. 3rd edition, completely revised and expanded. ebenda 2012, ISBN 978-1-4516-2353-6).

Über den Koreakrieg:
- A Reader’s Guide To The Korean War. In: The Journal of Military History. Bd. 61, Nr. 3, 1997, S. 583–597, doi:10.2307/2954036.
- als Herausgeber mit Xiaobing Li und Bin Yu: Mao’s Generals remember Korea. University Press of Kansas, Lawrence KS 2001, ISBN 0-7006-1095-2.
- The Korean War: A 50-year Critical Historiography. In: The Journal of Strategic Studies. Bd. 24, Nr. 1, 2001, S. 188–224, doi:10.1080/01402390108437827.
- als Herausgeber: Their War for Korea: American, Asian, and European Combatants and Civilians, 1945–1953. Brassey’s, Washington DC 2002, ISBN 1-57488-434-4.
- The War for Korea, 1945–1950. A house burning. University Press of Kansas, Lawrence KS 2005, ISBN 0-7006-1393-5.
- The Korean War (= The Essential Bibliography Series.). Potomac Books, Washington DC u. a. 2007, ISBN 978-1-574-88976-5.
- The War for Korea, 1950–1951. They came from the north. University Press of Kansas, Lawrence KS 2010, ISBN 978-0-7006-1709-8.